# 松代 (つくば市)

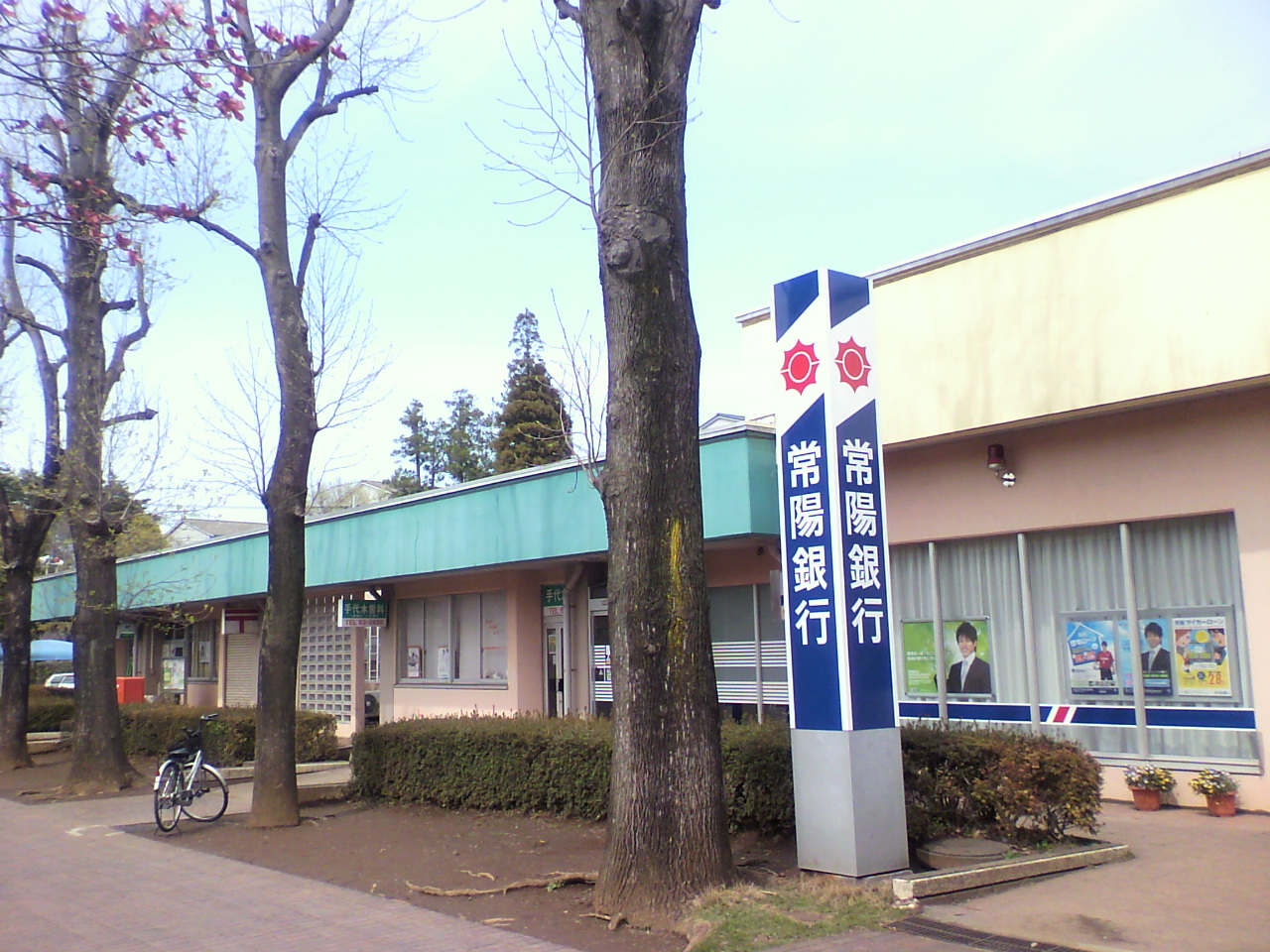
手代木団地バス停留所付近
手前から順に常陽銀行・手代木歯科・谷田部松代郵便局・松代交番が並んでいる。

松代（まつしろ）は、茨城県つくば市の町名。現行行政地名は松代一丁目から松代五丁目。郵便番号は305-0035。

## 地理
つくば市の東部に位置し、筑波研究学園都市研究学園地区に位置する。他の研究学園地区と接していない飛び地のような立地となっており、地域内は住宅が並ぶ。従来は平地林の広がる地帯であった。五丁目9番地（松代5丁目地区）付近は宮脇壇（宮脇壇建築研究室）によって設計された戸建住宅地となっており、「美しい街並を創出する」「区内の道路は化粧舗装面にしてコミュニティ道路とする」「緑豊かな住宅地をつくる」を方針とし、屋根形や外部色の制限、アプローチと駐車場の規則的配置を行っている。
三丁目に市立松代小学校・松代公園、四丁目に市立手代木南小学校（1979年創立）・茨城県つくば保健所（1981年に谷田部保健所として設置）、五丁目に市立手代木中学校（1980年創立）がある。
東は小野崎・倉掛、西は西郷・西岡・島・手代木、南は西大沼、北は原・苅間と接している。

## 歴史

### 沿革
- 1977年（昭和52年） - 筑波研究学園都市に指定され、筑波郡谷田部町松代一〜五丁目が成立[3]。
- 1987年（昭和62年）11月30日 - 市町村合併により、つくば市松代一〜五丁目となる[3]。

### 地名の由来
近隣の地名である松野木（隣接はしていない）の『松』と手代木の『代』から一字ずつとって『松代』となった。長野県の松代町 (長野県)や新潟県の松代町 (新潟県)とは無関係である。

### 町名の変遷
| 実施後     | 実施年月日                 | 実施前（各大字ともその一部） |
| ---------- | -------------------------- | --- |
| 松代一丁目 | 1977年（昭和52年）12月16日 | 大字西大橋字東原・字西郷地・字不動窪・字中内台・字五十塚、大字苅間字海道・字岡境・字中台・字南原・字台、大字西岡字五十塚・字東原・字仲山・字仲島、大字原字中台・字岡境・字海道・字南原、大字手代木字鍛治畑 |
| 松代二丁目 | 1977年（昭和52年）12月16日 | 大字苅間字海道・字中台・字台、大字小野崎字成田、大字手代木字鍛治畑・字八幡台・字古宿 |
| 松代三丁目 | 1977年（昭和52年）12月16日 | 大字小野崎字西・字立ノ下、大字手代木字鍛治畑・字八幡台・字古宿・字大塚 |
| 松代三丁目 | 1984年（昭和59年）7月3日   | 大字手代木字カチ畑・字八幡台・字大塚・字長畑 |
| 松代四丁目 | 1977年（昭和52年）12月16日 | 大字小野崎字西、大字西大沼字千上、大字手代木字大塚・字東向 |
| 松代四丁目 | 1984年（昭和59年）7月3日   | 大字手代木字大塚・字東向・字長畑 |
| 松代五丁目 | 1977年（昭和52年）12月16日 | 大字西大沼字千上、大字手代木字東向 |
| 松代五丁目 | 1984年（昭和59年）7月3日   | 大字手代木字東向 |

## 世帯数と人口
2017年（平成29年）8月1日現在の世帯数と人口は以下の通りである。
| 丁目      | 世帯数    | 人口    |
| --------- | --------- | ------- |
| 松代1丁目 | 801世帯   | 1,778人 |
| 松代2丁目 | 535世帯   | 1,164人 |
| 松代3丁目 | 882世帯   | 2,425人 |
| 松代4丁目 | 663世帯   | 1,673人 |
| 松代5丁目 | 383世帯   | 1,133人 |
| 計        | 3,264世帯 | 8,173人 |

### 人口の変遷
| 統計年次〔年〕     | 世帯数〔世帯〕 | 総人口〔人〕 | 出典               |
| 1980年（昭和55年） | 819            | 2,251        | 昭和55年度国勢調査 |
| 2008年（平成20年） | ？             | 8,441        | 常住人口調査       |
| 2017年（平成29年） | 3,264          | 8,173        | 住民基本台帳人口   |

## 小・中学校の学区
市立の小・中学校に通学する場合、学区は次のようになる
。
| 丁目   | 小学校         | 中学校       |
| ------ | -------------- | ------------ |
| 一丁目 | 松代小学校     | 手代木中学校 |
| 二丁目 | 松代小学校     | 手代木中学校 |
| 三丁目 | 松代小学校     | 手代木中学校 |
| 四丁目 | 手代木南小学校 | 手代木中学校 |
| 五丁目 | 手代木南小学校 | 手代木中学校 |

## 施設
| 一丁目 - 仲島緑地公園 二丁目 - 松代幼稚園 - 松代児童館 三丁目 - つくば市立松代小学校 - 松代公園 | 四丁目 - 手代木南保育所 - 手代木南幼稚園 - つくば市立手代木南小学校 - 手代木南児童館 - 松代ショッピングセンター 五丁目 - つくば市立手代木中学校 - 手代木公園 |

## 交通
道路
- 国道408号
  - 土浦学園線（松代交差点以東）
  - 牛久学園通り（松代交差点以南）

路線バス
- 関東鉄道
  - C15系統 松代循環
  - 松代南循環
  - C16系統 手代木団地
  - C16系統 つくばセンター・TXつくば駅
  - 42・42A系統 筑波大学病院
  - 42・42A系統 牛久駅
- つくバス
  - 南部シャトル